# Produktionsquote
Die Produktionsquote (auch Produktionskontingent) ist in der Wirtschaft eine Quotenregelung im Rahmen der staatlichen Marktregulierung, die die Produktion von Gütern mengenmäßig begrenzt.

## Allgemeines
Die Produktionsquote ist neben dem Einfuhrkontingent die wichtigste staatliche Quotenregelung in der Produktionswirtschaft. Sie wird erforderlich, wenn es zu Marktversagen durch fehlende oder nicht mehr funktionierende Markt- oder Preismechanismen kommt. Die Produktionsquote führt bei Überproduktion zum staatlichen Eingriff durch Gesetze oder behördliche Anordnungen, wobei Unternehmen eines bestimmten Wirtschaftszweiges eine bestimmte Produktionsmenge pro Zeiteinheit nicht überschreiten dürfen, weil ansonsten Sanktionen drohen. Die Überproduktion wiederum ist auf Märkten zu finden, bei denen Angebot und Nachfrage strukturell ungleichmäßig verteilt sind, etwa weil es Mindestpreise gibt. Diese Mindestpreise sind für die meisten Unternehmen noch gewinnbringend, so dass sie ohne Rücksicht auf die Nachfrage so viel produzieren, bis sie ihre Kapazitätsgrenze erreichen.

## Geschichte
Im Jahre 1387 wurde ein Vertrag zwischen Amberg und Sulzbach-Rosenberg zwecks Produktionsbegrenzung für Eisenerz abgeschlossen, der die Probleme im spätmittelalterlichen Montangewerbe widerspiegelte. In Marburg gab es seit etwa 1490 eine andauernde Rezession, die eine rückläufige Nachfrage nach Marburger Tuchen mit sich brachte, so dass die Überproduktion im bedeutendsten mittelalterlichen Gewerbe der Stadt zwischen 1517 und 1523 zur Produktionsbeschränkung der Wollenweber führte. Vor 1520 setzte man im gesamten deutschen Eisenerzbergbau Produktionsquoten und Mindestpreise fest.
Das im Jahre 1803 von Jean-Baptiste Say aufgestellte Saysche Theorem ging davon aus, dass sich das aggregierte Angebot eine gleich hohe aggregierte Nachfrage schaffe, so dass es nicht zur Überproduktion kommen könne. Adam Smith und David Ricardo schlossen eine allgemeine Überproduktion (englisch general glut) zwar aus, Ricardo räumte 1817 jedoch ein, dass einzelne Waren immer mal wieder zu wenig oder zu viel produziert würden. Nach dem deutschen Branntweinsteuergesetz vom  Juni 1887 wurde jeweils ein bestimmtes Produktionskontingent zu einem niedrigen Steuersatz besteuert, das die kleinen und mittleren Brennereien, die fast alle dem gemäßigten Steuersatz unterlagen, begünstigte. Für Karl Marx bedeutete 1894 die Überproduktion von Kapital „nie etwas anderes als Überproduktion von Produktionsmitteln - Arbeits- und Lebensmitteln - die als Kapital fungieren können, d. h. zur Ausbeutung der Arbeit zu einem gegebenen Exploitationsgrad [Ausbeutungsgrad, d. Verf.] angewandt werden können…“. Im Jahre 1908 gab es im Deutschen Reich über 500 Kartelle, die Preise und Produktionsquoten festlegten. Durch das im Januar 1930 in Kraft getretene Zündwarenmonopolgesetz vergab die Deutsche Zündwaren-Monopolgesellschaft Produktions- und Abnahmekontingente zu Mindestpreisen an die eigentlichen Hersteller. Nach der Aufhebung des Zündwarenmonopolgesetzes im Januar 1983 fielen die Preise für Zündwaren um ein Drittel.
Zur Überproduktion neigt international vor allem die Agrarproduktion. Um diese abzubauen, wurden für manche Agrarprodukte Produktionsquoten eingeführt. Im September 1959 erhöhten sich beispielsweise die Überschüsse an Zucker auf dem Weltmarkt auf 12,6 Millionen Tonnen, wodurch Kuba mit seinen weiteren 3,52 Millionen Tonnen Zucker in ernste Exportschwierigkeiten geriet. Im März 1961 – noch vor Beginn der Kubakrise – senkten die USA die Zuckerquote von Kuba auf null, was einem Importverbot von kubanischem Zucker gleichkam. In der heutigen EU gab es vom Juli 1968 bis September 2017 eine Zuckerquote aufgrund der Zuckermarktordnung. Damit die Zuckerquote nicht unterlaufen wurde, musste auch die Produktion etwaiger Substitutionsgüter quotiert werden. So dehnte sich das Zuckerquotensystem der EU zunächst auf Isoglukose und später auf Inulin aus. Hiermit reduzierten sich die Anreize, neue Produkte und Produktionsverfahren durch Innovation zu entwickeln, um die Zuckerquote zu unterlaufen.
Die Milchquote als Reglementierung der Milchmenge musste eingeführt werden, nachdem es vor Juli 1978 zu EWG-weiten Angebotsüberschüssen gekommen war. Ein Richtmengensystem des Marktordnungsgesetzes schrieb seit 1979 eine Kontingentierung der Milchproduktion vor. Die erste Milchquote führte die EWG im April 1984 ein und setzte sie bis April 2015 fort. Für Koppelprodukte wie Butter (Butterberg) wurde ein staatlicher Interventionspreis eingeführt, so dass staatliche Interventionsstellen die Lagerung mit entsprechenden Lagerkosten zu übernehmen hatten. Der Interventionspreis ist für den Erzeuger ein Mindestpreis, mit dem er fest kalkulieren kann. Das EU-Recht unterscheidet in diesem Zusammenhang zwischen der Produktionsquote, die das einzelne Unternehmen betrifft, und der Begrenzung der Gesamtproduktion eines EU-Mitgliedstaates durch die Garantieschwelle.
Im Rahmen der verschiedenen Stahlkrisen (1964–1974, 1975–1985, 1986–1996) gab es zahlreiche Produktionsquoten. Im Oktober 1980 proklamierte der Ministerrat der EGKS beispielsweise den Zustand einer „manifesten Krise“ der Stahlindustrie, der die EG ermächtigte, verbindliche Produktionsquoten zur Erzielung einer Preisstabilität in den Mitgliedsländern einzuführen, die bis Oktober 1983 galten.
Der Begriff der Massentierhaltung geht wohl auf Bernhard Grzimek zurück, als er ihn im September 1973 in einem Zeitungsartikel erwähnte: „Natürlich erfüllt die Massentierhaltung voll und ganz den Tatbestand der Tierquälerei auch nach dem neuen Tierschutzgesetz“. Die Massentierhaltung von Nutztieren in der industriellen Landwirtschaft kennt bislang keine einer artgerechten Haltung entsprechende Produktionsbegrenzung. Regulativ ist die erlaubte Besatzdichte, also das Gesamtlebendgewicht von Tieren pro Quadratmeter (§ 2 Nr. 13 TierSchNutztV). Kälber benötigen nach § 10 TierSchNutztV bei Gruppenhaltung einen Platzbedarf von mindestens 1,5 m². Bei der Kurzmast und einem Mastendgewicht von 1,6 kg müssen sich bei höchster erlaubter Besatzdichte etwa 24 Hühner 1 m² Platz teilen, bei der Langmast sogar 26 (§ 19 Abs. 2 TierSchNutztV). Eine artgerechte Haltung ist dagegen bereits bei 9 Hühnern erreicht. Wird mithin die Besatzdichte durch Erhöhung der m²-Zahl verringert, liegt eine Reduzierung der Produktionsquote vor.
Abschusspläne begrenzen örtlich und zeitlich die Wilddichte nach § 21 Abs. 1 BJagdG bei der Jagd nach Wild. Hierdurch sollen einerseits die berechtigten Ansprüche der Land-, Forst- und Fischereiwirtschaft auf Schutz gegen Wildschäden gewahrt bleiben sowie andererseits die Belange von Naturschutz und Landschaftspflege berücksichtigt werden. Die NAFO und andere Organisationen sorgen in der Fischerei für die Begrenzung der Fangquoten, die den Fischfang bestimmter Fischarten pro Staat mengenmäßig begrenzen sollen. Die Subventionen haben zusammen mit den Fangquoten die Entstehung chronischer Überkapazitäten gefördert.
Zu den Produktionsquoten gehören auch die Anbauflächenbeschränkungen durch Flächenstilllegungen in der Landwirtschaft der USA und anderer Staaten. Die Einschränkung der landwirtschaftlich genutzten Fläche wurde wiederholt von der US-Regierung gefördert, um Produktionsüberschüsse zu vermindern, die bei vielen Agrarprodukten entstanden. Im September 1972 verordnete der damalige Landwirtschaftsminister Earl Butz, weitere 5 Millionen Acres Weizenland aus der Produktion zu nehmen. Damit betrug die Summe der brachgehaltenen Anbauflächen in den USA 62 Millionen Acres; das entsprach der Größe des gesamten Ackerlandes von Großbritannien.

## Wirtschaftliche Aspekte
Weil die Produktionsquoten stets unterhalb der Kapazitätsgrenzen liegen, können die Unternehmen ihre Kapazitätsgrenzen nicht mehr ausschöpfen; es entstehen so genannte Leerkapazitäten, die verlustbringende Leerkosten verursachen. Außerdem entstehen durch die Überproduktion bei fehlenden Absatzmöglichkeiten erhöhte Lagerrisiken mit zusätzlichen Lagerkosten. Produktionsquoten zwingen deshalb die Unternehmen zur Drosselung ihrer Produktion, so dass – bei rückläufigen Umsatzerlösen – zwecks Kostensenkung möglicherweise Personal zu entlassen ist. Die Einhaltung der Produktionsquoten bringt eine Verknappung des Angebots mit sich, wodurch sich das Marktgleichgewicht durch Preissteigerungen wiederherstellen kann. Die Produktionsquoten zwingen die Unternehmen zwecks Vermeidung der Leerkosten mittelfristig zur Verringerung ihrer Betriebsgröße oder zur Diversifizierung, etwa durch Markteinführung von Koppelprodukten oder Innovationen.
Im Kontingentierungs- oder Mengenkartell werden den Kartell-Mitgliedern die Produktionsmengen exakt vorgegeben. Typisches Beispiel ist die OPEC, die die Förderquote von Erdöl beispielsweise zu Zeiten der Ölpreiskrise verringerte, um einen höheren Ölpreis zu erzielen. Grund war nicht ein Produktionsüberschuss von Erdöl, sondern überwiegend politische und wirtschaftliche Ereignisse.